# Блек Форест (Колорадо)
Блек Форест (енгл. Black Forest) насељено је место без административног статуса у америчкој савезној држави Колорадо.

## Демографија
По попису из 2010. године број становника је 13.116, што је 131 (-1,0%) становника мање него 2000. године.
| Група             | 2000.          | 2010.          |
| Белци             | 12.297 (92,8%) | 11.826 (90,2%) |
| Афроамериканци    | 113 (0,9%)     | 165 (1,3%)     |
| Азијати           | 94 (0,7%)      | 168 (1,3%)     |
| Хиспаноамериканци | 438 (3,3%)     | 646 (4,9%)     |
| Укупно            | 13.247         | 13.116         |